# Àrea de conservació de l'Annapurna
L'Àrea de Conservació de l'Annapurna és la zona protegida de Nepal de major extensió, amb una superfície de 7.629 km². Està categoritzada com a Àrea de Conservació, igual que l'Àrea de Conservació del Kanchenjunga i l'Àrea de Conservació de Manaslu. S'estén sobre els districtes de Manang, Mustang, Kaski, Myagdi i Lamjung, on hi habiten diferents ètnies de nepalesos.
L'àrea engloba l'Annapurna, un massís muntanyenc on es troba un vuitmil (Annapurna I, 8.091 m), diversos pics de més de 7.000 m d'altitud i el Machapuchare (6.993 m), la muntanya sagrada del déu Xiva, l'escalada del qual està completament prohibida. A la zona nord del massís de troba el llac Tilicho, un dels llacs d'aigua dolça més alts del món. També es troba a la zona la gorja del riu Gandaki, la més profunda del món, amb unes dimensions de gairebé 5 km de longitud i una amplària d'uns 2,5 km.
La zona es caracteritza per presentar una gran biodiversitat. S'hi troben unes 1.226 espècies de magnoliofitins, 102 de mamífers, 474 d'aus, 39 de rèptils i 22 d'amfibis.

## Població
Es calcula que unes 120.000 persones (dades de l'any 2010) habiten dins de l'Àrea de Conservació, pertanyents a diferents grups ètnics d'origen tibetà i indoeuropeu.

## Biodiversitat
A l'Àrea de Conservació de l'Annapurna s'han distingit 28 classes d'ecosistemes on habiten 3.430 espècies de plantes, 102 de mamífers, 474 d'aus, 39 de rèptils i 22 d'amfibis.

### Flora

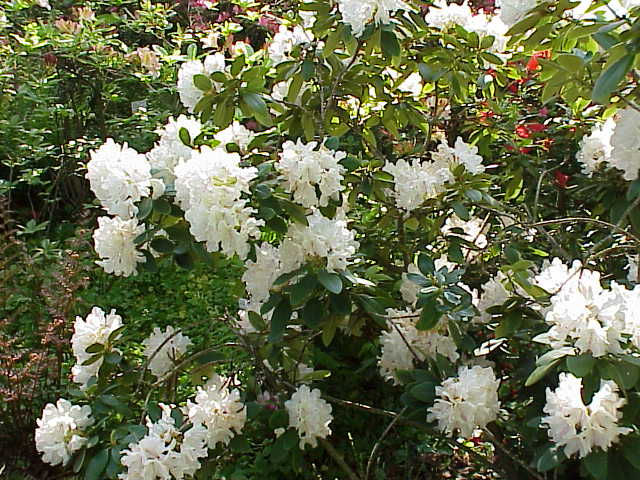
Rhododendron campanulatum, espècie de magnoliofití present a l'Àrea de Conservació de l'Annapurna.

S'han catalogat unes 3.430 espècies de plantes, havent-se reconegut 56 espècies de magnoliofitins endèmiques de la zona. D'elles, 450 són plantes vasculars. S'han distingit 18 tipus de vegetació a la zona segons la classificació del Tree Improvement and Silviculture Component de l'any 2000:
- Neu permanent
- Prats alpins superiors
- Vegetació alpina trans-himalaiana
- Matolls alpins humits
- Estepes de Caragana del trans-himalaia superior
- Estepes de Caragana del trans-himalaia inferior
- Boscos d'avet i pi blau
- Boscos de bedoll i Rhododendron
- Boscos d'avet
- Boscos temperats de pi blau
- Boscos de pícea
- Boscos temperats de muntanya de roure
- Boscos de xiprer
- Boscos mixts de roure i pi blau
- Boscos inferiors temperats de roure
- Boscos de l'est de l'Himàlaia de lauràcea i roure
- Boscos de Schima i Castanopsis
- Boscos de pujols de Shorea robusta

### Fauna
A l'àrea de conservació habiten 102 espècies de mamífers, 474 d'aus, 39 de rèptils i 22 d'amfibis. Dels mamífers presents, 27 estan protegits pel Conveni sobre el Comerç Internacional d'Espècies Amenaçades de Fauna i Flora Silvestre (CITIS). Tretze espècies de mamífers i 3 d'aus estan en la llista d'animals protegits per la National Parks and Wildlife Conservation. Les espècies simbòliques de la zona són la pantera de les neus, el cérvol mesquer de ventre blanc, l'argalí tibetà, el llop tibetà, l'àguila real i la grua damisel·la. Els taxons de l'àrea inclosos en la Llista Vermella de la UICN són:
| Espècie                                         | Mamífer/Au | Estatus (UICN)     | Imatge |
| Panda vermell comú (Ailurus fulgens)            | Mamífer    | En perill          |        |
| Llop gris (Canis lupus)                         | Mamífer    | Vulnerable         |        |
| Lleopard de les neus (Uncia uncia)              | Mamífer    | En perill          |        |
| Sirao comú (Capricornis sumatraensis)           | Mamífer    | Vulnerable         |        |
| Cuón (Cuon alpinus)                             | Mamífer    | Vulnerable         |        |
| Gat jaspiat (Pardofelis marmorata)              | Mamífer    | Dades insuficients |        |
| Gat daurat asiàtic (Catopuma temminckii)        | Mamífer    | Dades insuficients |        |
| Tar de l'Himàlaia (Hemitragus jemlahicus)       | Mamífer    | Dades insuficients |        |
| Llúdria llisa (Lutrogale perspicillata)         | Mamífer    | Vulnerable         |        |
| Macaco Rhesus (Macaca mulatta)                  | Mamífer    | Vulnerable         |        |
| Pantera nebulosa (Neofelis nebulosa)            | Mamífer    | Vulnerable         |        |
| Lleopard (Panthera pardus)                      | Mamífer    | Gairebé amenaçat   |        |
| Ós tibetà (Ursus thibetanus)                    | Mamífer    | Vulnerable         |        |
| Guineu índia (Vulpes bengalensis)               | Mamífer    | Dades insuficients |        |
| Cerceta del Baikal (Anas formosa)               | Au         | Vulnerable         |        |
| Àguila imperial (Aquila heliaca)                | Au         | Vulnerable         |        |
| Faisà de Wallich (Catreus wallichi)             | Au         | En perill          |        |
| Xoriguer primilla (Falco naumanni)              | Au         | Vulnerable         |        |
| Agachadiza de l'Himàlaia (Gallinago nemoricola) | Au         | Vulnerable         |        |
| Pigargo europeu (Haliaeetus albicilla)          | Au         | Vulnerable         |        |
| Pigargo de Pal·las (Haliaeetus leucoryphus)     | Au         | Vulnerable         |        |

## Turisme

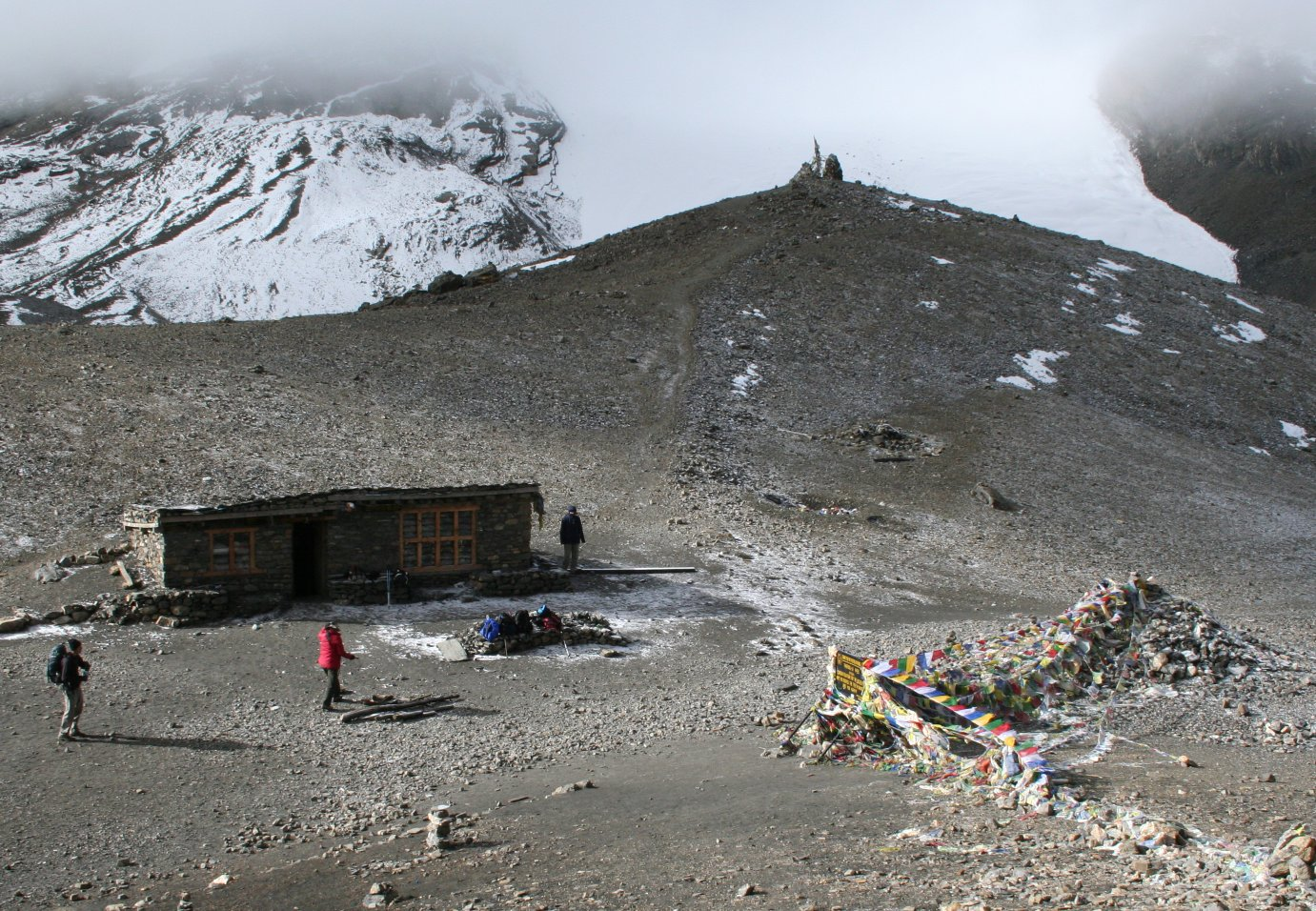
Senderistes en el pas de muntanya de Thorong La.

L'any 2000 més de 75.000 persones van visitar l'Àrea de Conservació de l'Annapurna per practicar senderisme. Per això, és una de les zones del Nepal amb major afluència de practicants d'aquest esport. Per a realitzar aquesta activitat s'ha de pagar per obtenir un permís, i aquests diners s'utilitzen per a la conservació i manteniment de la zona.